# Сноска
Сноска — примечание к тексту, библиографическая справка, перевод, толкование, помещаемые в нижней части полосы книги (подстрочные сноски) или в конце книги под порядковым номером.

## Описание
Другое определение: это текст, называемый «подстрочным замечанием», помещаемый внизу страницы, находящийся под чертой, отделяющей его от основного текста. Текст сноски связан с основным текстом при помощи знака сноски, размещённого в основном тексте и перед самой сноской.
Сноски обычно набирают шрифтом пониженного, по сравнению с основным текстом, кегля и отделяют от него пробелом или линейкой.
Сноски, как правило, располагают на той же полосе (в той же колонке), что и фрагмент основного текста, к которому она относится. Однако для экономии допускается использовать следующие приёмы:
- при очень длинной сноске её текст может делиться между страницами в пределах разворота и, в крайних случаях, выходить за него;
- можно располагать сноски в подбор одна к другой, что особенно целесообразно при коротких сносках.

В качестве знака сноски может использоваться цифра, звёздочка, реже — другие знаки. В русской традиции при обозначении первой сноски звёздочкой вторая и последующие сноски на странице обозначаются соответствующим количеством звёздочек (обычно их не более четырёх). В других языках могут употребляться другие знаки сносок: крестики, ромбы и другие знаки. Так, в английском языке традиционно используются символы *, †, ‡, §, ‖, ¶. (Для дальнейших сносок могут использоваться двойные символы **, †† и т.д.) В некоторых случаях могут употребляться и более сложные сноски, которые могут состоять из цифр, букв, скобок, звёздочек и других знаков, что может помочь обозначить тип сноски, выделить особые сноски и так далее.

## История
В Библии вначале сноски помечал четырёхточечный квадрат, введённый в 1568-м типографистом Ричардом.